# Місто залізної риби
«Місто залізної риби» (англ. City of the Iron Fish) — фентезійний роман британського письменника Саймона Інгза, де мешканці намагаються змінити своє місто, що ізольоване від зовнішнього світу. Для цього кожен обирає свій шлях.

## Зміст
Події відбуваються у вигаданому світі. Тут існує Місто Залізне Риби, яке побудовано на двох крутих пагорбах, розділених глибоким ущелиною з мармуровою річкою, що протікає через неї. Пагорби з'єднані мостом. Місто розташоване посеред пустелі, оточене горами, за якими, як вважають мешканці Міста, немає нічого. Роман починається, тим, що 12-річний Томас Кемп бере участь у своїй першій церемонії Набивання і Підвішуванні залізної риби. Мешканці мріють про океан, мають човни та рибальські сітки, але ніколи не бачили моря.
Кожні 20 років проводяться церемонії для відновлення міста. Будівництво величезної риби та пов'язані з ними ритуали виконуються відповідно до правил, що передаються поколінням, і магія, введена в дію, змінює Місто непередбачуваними шляхами: рухаються вулиці та будинки, піднімається і падає земля. Ці урочистості — це спосіб відновити місто, підживлюючи ідеї, бажання та випадкові обриси думки в символічну залізну рибу, що дозволяє місту змінити форму і стати чимось новим. Отець Тома — це відданий послідовник ритуалів, і має доступ до стародавніх книг, в яких детально описані їх процедури. Але місто було модернізовано, і все менша увага приділяється цим ритуалам, що призводить до меншої кількості змін на кожній церемонії.
Одного разу циган, що прийшов з місцевості поза Міста, відвідує батька Тома, і Том дізнається, що майже нічого не виходить за межі гір. Цигани вважають, що колись був світ океанів та лісів, але це було втрачено. Вони все ще шукають можливості для повернення назад до цього світу. Пізніше Том запитує про циганські вірування, але його батько розповідає, що вони лише розповіді. Щоб зупинити цікавість Тома, він наказує йому виконати ритуал виготовлення ляльки, піднятися на величезні балки, які підтримують міст, і розмістити її на верхівці.
Після смерті батька Том вступає до Академії, де вивчає філософію щодо природи міста, її ізоляції та ролі церемоній, які, як вважають, викликають справжню магію, щоб зберегти місто від занепаду. В Академії долучається до елітної групи художників, поетів і мрійників, де він усвідомлює, що Місту необхідні серйозні зміни. Том зустрічає Блайта, студента мистецтва, і забирає її на міст, щоб показати ляльку, яку він помістив у дитинстві. Обидва приходять до длумки, що якщо вони мріють про ліси та океани, то має існувати ширший світ — Велике Царство, в якому існує Місто, яке напевне є не єдиним місцем у всесвіті, де мешкають люди. Том і Блайт розмірковують чи зможуть вони вийти з «міхура» міста. Втім виявляється, що за межами гір немає нічого. На краю вони бачать, що об'єкти стають наче сирі малюнки, а реальність зламується. Повернувшись до міста, і розчарований своїм відкриттям, Том занурюється в мистецтво.
Згодом якісь чорношкірі жінки прибувають до Міста. Спочатку вважалося, що це жебраки, але виявляються, що вони циганки, розчаровані нездатністю вийти з «міхура» Міста. Вони стають руйнівницями, атакують митців та їх мистецтво, а також записують книги. Занепокоєні цими подіями, Том залишає займатися мистецтвом.
З наближенням наступної 20-річної церемонії Том дізнається, що доктор Біннс з Академії за допомогою книг батька Тома налаштований кардинально врятує Місто, відновлюючи ритуали саме так, як раніше виконувалися. Том показує Блайту, як зробити нову залізну рибу. Проте ці «забобони» цікавлять дуже мало людей, а нову церемонію проводить невелика група прихильників. По завершення церемонії циганки атакують Тома і Блайта. Виявляється, що Біннс планує принести в жерту виробника залізної риби, тобто Блайта. Втім Том рятує останнього, а Біннс вбивають розчаровані циганки.
Том і Блайт вважають, що ритуали порушено, але бачать давню ляльку Тому, що підіймається з мосту над вежею. Виявляється лялька робить перетворення, а не ритуали. Місто змінюється і повторює себе на острові, оточеному океаном. Проте Том і Блайт, як і раніше переконані, що існує Велике царство. Том разом вирушають зробити нову спробу залишити Місто.